# Tyranneau à flancs roux
Euscarthmus rufomarginatus
Espèce
Statut de conservation UICN

 LC  : Préoccupation mineure
Le Tyranneau à flancs roux (Euscarthmus rufomarginatus) est une espèce de passereau placée dans la famille des Tyrannidae.

## Systématique et Distribution
Cet oiseau vit de l'est du Brésil au nord-est de la Bolivie et au nord-est du Paraguay. Il est peut-être également présent au Suriname,. Depuis la version 6.1 de 2016 de la classification du Congrès ornithologique international, les deux sous-espèces précédemment décrites (Euscarthmus rufomarginatus rufomarginatus et savannophilus) sont considérées comme monotypiques.